# Idioma pichi
El pichi, pichinglis o pidgin-English es una lengua criolla hablada en la isla de Bioko, Guinea Ecuatorial. En la actualidad, es la tercera lengua más importante del país, tras el español y el francés, y es la lengua franca de Bioko.

## Características
El pichi es una lengua hablada en Guinea Ecuatorial derivada de dos lenguas criollas de base inglesa. Por una parte, la lengua criolla inglesa hablada en la región de Calabar, Nigeria fue llevada a Malabo por pequeños grupos a lo largo del siglo XIX y también en los siglos posteriores, al desplazarse desde la región nigeriana para trabajar en las plantaciones de cacao de Bioko. Por otra parte, a partir de 1827, el krio comenzó a extenderse por la isla llevado por los pobladores africanos que venían de Freetown, Sierra Leona. Estos dos criollos del inglés y lenguas africanas entraron en contacto a lo largo del tiempo dando lugar al pichi.
El pichi es el segundo idioma más hablado en el país, solo por detrás del fang y seguido de cerca por el bubi.
Es empleada principalmente por los fernandinos, grupo étnico minoritario establecido en Bioko.
El idioma cuenta con el código ISO 639-3: fpe.

## Influencia del español
El idioma español ha dejado una profunda huella en el léxico y la gramática del pichi. La mezcla de códigos es una parte integral del sistema lingüístico del pichi. La omnipresente influencia del español en el pichi es por una parte la consecuencia de la política lingüística. Desde el dominio colonial, el español ha seguido siendo el único medio de instrucción en todos los niveles del sistema educativo. En Malabo, la adquisición del español comienza en la primera infancia, incluso para muchos ecuatoguineanos de clase obrera con poca o ninguna educación escolar. Igualmente, la floreciente economía del petróleo de Guinea Ecuatorial ha llevado a una mayor urbanización, ampliación de las redes sociales multiétnicas y la propagación del pichi como lengua nativa. En un entorno socioeconómico de este tipo y en medio de una alta competencia general en la lengua española oficial, la mezcla de pichi y español, en lugar de ser excepcional, está constantemente presente en la vida diaria de los hablantes de pichi.

### Ejemplos de mezcla pichi-español
Ejemplos del empleo mezclado normal de pichi y español:
Afta ùna bay dì bloques dɛ̀n tumara.

entonces-2PL-comprar-DEF-bloques-PL-mañana

'Then buy [plural] the bricks tomorrow.' (en inglés)

Entonces comprad los ladrillos mañana.

À raya in wèt rayador.

1SG.SBJ-rallar-3SG.EMP-con-rallador

'I grated it with a grater.' (en inglés)

Lo rallé con un rallador.

À gò sigue chɔp.

1SG.SBJ-POT-seguir-comiendo

'I'll continue eating.' (en inglés)

Voy a seguir comiendo.